# Club Atlético Estudiantes (Tucumán)
El Club Atlético Estudiantes es un club deportivo argentino fundado el 21 de agosto de 1920 en la ciudad de San Miguel de Tucumán, Tucumán. El club tiene como actividades el Básquet y el Cestoball. Actualmente disputa La Liga Argentina.
Su recinto deportivo se ubica en la Calle Monteagudo 955, en el barrio Villa 9 de Julio. Sus colores son el blanco y el negro.
Es uno de los clubes más ganadores de Tucumán y uno de los pioneros de la práctica del Básquet en la provincia.

## Historia
El 21 de agosto de 1920 se funda el Club Atlético Estudiantes, con la idea de tener al boxeo como deporte principal.
Estudiantes, empezó a practicar el básquet, dónde convirtió en uno de los clubes más importantes en la provincia. En su historia, también hubo otros deportes en la institución, entre ellos se destaca el rugby, dónde Estudiantes participó en los primeros torneos del Anual Tucumano junto a Tucumán Rugby, Cardenales, Natación y Gimnasia, Universitario, Atlético Tucumán y Tucumán de Gimnasia.

## Básquet
Actualmente el club participa en La Liga Argentina 2024-25.

## Instalaciones
En los inicios de su historia jugaba de local en el Gimnasio 24 de Septiembre, ubicado en la Avenida Avellaneda y Avenida Sarmiento.
Estudiantes se mudó a la Calle Monteagudo 955, dónde se encuentra ubicado actualmente.  

## Colores
Los colores del club son el Blanco y el Negro, por lo que nació el apodo de "cebras"

## Rivalidades
En la década del 60, debido a que tenían los mejores equipos, Estudiantes y All Boys disputaban lo que era considerado clásico tucumano.